# اسکار شیندلر
اسکار شیندلر (به انگلیسی: Oskar Schindler)،‏ (زادهٔ ۲۸ آوریل ۱۹۰۸ در سویتاوی، اتریش-مجارستان – درگذشتهٔ ۹ اکتبر ۱۹۷۴ در هیلدس‌هایم، آلمان غربی) تاجر و صنعت‌گر اهل آلمان و عضو حزب ناسیونال سوسیالیست کارگران آلمان بود که در خلال جنگ جهانی دوم و در جریان هولوکاست و کشتار یهودیان در لهستان، توانست به همراه همسرش حدود ۱۲۰۰ یهودی را از اردوگاه‌های کار اجباری آلمان نازی نجات داده و آن‌ها را در کارخانه‌های میناکاری و تولید مهمات خود، واقع در لهستان اشغالی و بوهم و موراویا استخدام کند. در این راه او تقریباً همه دارائی‌اش را صرف متقاعد کردن و پرداخت رشوه و هدایا به افسران نازی برای زنده نگاه داشتن کارگران یهودی‌اش کرد.
داستان زندگی اسکار شیندلر و تغییر و تحول شخصیتی او از یک فرصت‌طلب اقتصادی به انسانی که با شجاعت و پیگیری و پشتکار، باعث نجات زندگی کارکنان یهودی‌اش می‌شود، دستمایه آثار هنری چون رمان کشتی شیندلر (توماس کنیلی، ۱۹۸۲) و فیلم فهرست شیندلر (استیون اسپیلبرگ، ۱۹۹۳) شده‌است.

## زندگی
شیندلر در سال ۱۹۰۸ در سویتاوی متولد و در همین شهر بزرگ شد و تا سال ۱۹۳۶ در شغل‌های مختلفی فعالیت کرد. او در سال ۱۹۲۸ با امیلی شیندلر ازدواج کرد و با او دارای دو فرزند پسر و دختر شد. شیندلر در سال ۱۹۳۶ به استخدام سرویس اطلاعات نظامی آلمان نازی، «آبور» درآمد و در ۱۹۳۹ به حزب نازی پیوست. او پیش از آغاز جنگ جهانی دوم به جاسوسی و جمع‌آوری اطلاعات نظامی در چکسلواکی و لهستان برای نازی‌ها می‌پرداخت. پس از افشای فعالیت‌های جاسوسی‌اش، به دلیل خیانت و افشای اسرار راه‌آهن چکسلواکی به آلمانی ها  به اعدام محکوم شد. حمله هیتلر به چکسلواکی در سال ۱۹۳۹ مانع از اجرای حکم اعدام وی شد.
شیندلر کارخانهٔ میناکاری خود را در سال ۱۹۳۹ در کراکوف لهستان تأسیس کرد. این کارخانه در سال ۱۹۴۴ دارای ۱۷۵۰ کارگر بود که حدود ۱۰۰۰ نفر از آن‌ها یهودی بودند. او در حزب نازی و سازمان‌های اطلاعاتی آلمان دارای روابط و نفوذ زیادی بود و از طریق پرداخت رشوه و اهدای الماس و جواهرات و هدایای لوکس به مسئولان نظامی و سیاسی حزب، از کارگران یهودی خود محافظت می‌کرد.

## پس از جنگ
پس از پایان جنگ جهانی دوم و اشغال آلمان، شیندلر به‌عنوان یکی از اعضای حزب نازی و به دلیل سوابق‌اش در آبور، در خطر دستگیری توسط روس‌ها قرار داشت. به همین دلیل، او و همسرش به سوی نیروهای آمریکایی مستقر در مناطق غربی آلمان حرکت کردند و با کمک یک افسر آمریکایی یهودی، به سوئیس رفتند. در طول جنگ، تمامی اموال شیندلر و به گفتهٔ خود او بیش از یک میلیون دلار، صرف نجات و نگهداری از یهودیان شده بود. شیندلر به همراه همسرش در سال ۱۹۴۹ به آرژانتین مهاجرت کرد اما در سال ۱۹۵۸ و پس از شکست در چند پروژهٔ تجاری از همسرش جدا شد و به آلمان بازگشت. کوشش شیندلر برای برپا کردن یک تجارت سود آفرین در آلمان نیز بی‌ثمر بود و او در ۱۹۶۳ اعلام ورشکستگی کرد. روابط خوب شیندلر با یهودیان تا سال‌های پایانی عمر او همچنان ادامه داشت و او همواره کمک‌هایی مالی از یهودیان از سراسر دنیا دریافت می‌کرد. اسکار شیندلر سرانجام در فقر و تنگنا در سال ۱۹۷۴ درگذشت. محل دفن او در اورشلیم واقع است و مورد ستایش و احترام یهودیان می‌باشد.